# Hajdkvie skog
Hajdkvie skog är ett naturreservat i Hejde socken i Region Gotland på Gotland.
Området är naturskyddat sedan 2007 och är 48 hektar stort. Reservatet består av gammal tallsumpskog.